# جورج ريكي
جورج ريكي (بالإنجليزية: George Rickey)‏ (و. 1907 – 2002 م) هو نَحّات، وبروفيسور (أستاذ جامعي) من الولايات المتحدة الأمريكية ولد في ساوث بند.